# Luis Gabriel Cuara Méndez
Luis Gabriel Cuara Méndez (* 25. Februar 1939 in San Juan Parangaricutiro; † 20. November 2005) war ein mexikanischer Geistlicher und römisch-katholischer Bischof von Veracruz.

## Leben
Luis Gabriel Cuara Méndez empfing am 2. Dezember 1962 die Priesterweihe.
Papst Johannes Paul II. ernannte ihn am 6. August 1989 zum Bischof von Tuxpan. Der Apostolische Delegat in Mexiko, Erzbischof Girolamo Prigione, spendete ihm am 25. Oktober desselben Jahres die Bischofsweihe; Mitkonsekratoren waren sein Amtsvorgänger Mario de Gasperín Gasperín, Bischof von Querétaro, und Alberto Suárez Inda, Bischof von Tacámbaro.
Am 18. Februar 2000 wurde er zum Bischof von Veracruz ernannt.